# Rhynchosia versicolor
Rhynchosia versicolor är en ärtväxtart som beskrevs av John Gilbert Baker. Rhynchosia versicolor ingår i släktet Rhynchosia och familjen ärtväxter.

## Underarter
Arten delas in i följande underarter:
- R. v. imerinensis
- R. v. versicolor